# Margareten
Margareten () è il quinto distretto di Vienna, in Austria.